# HMS Liverpool (C11)
«Ліверпуль» (C11) (англ. HMS Liverpool (C11) — військовий корабель, легкий крейсер типу «Таун» (1936) Королівського військово-морського флоту Великої Британії за часів Другої світової війни.

## Історія створення
«Ліверпуль» був закладений 17 лютого 1936 на верфі компанії Fairfield Shipbuilding and Engineering Company, в Глазго. 2 листопада 1938 увійшов до складу Королівських ВМС Великої Британії.